# Republiqueta de Tarija

Bandera de la Republiqueta de Tarija

Se conoce con el nombre de Republiqueta de Tarija al territorio integrado de forma autónoma en la Intendencia de Salta, organizada por líderes de las guerrillas independentistas que se lucharon contra los realistas españoles durante la guerra de independencia hispanoamericana en la región en torno a la ciudad de Tarija al norte del Virreinato del Río de la Plata de la Gobernación del Río de la Plata y posteriormente a las Provincias Unidas del Río de la Plata (actual Argentina), comandada por el caudillo Francisco Pérez de Uriondo, y los caudillos Ramón Rojas, y José María Avilés. Actuaba sobre la ruta que unía Chuquisaca y Salta, entre los ríos Grande y Pilcomayo. Llegó a contar con 1.000 a 1.200 guerrilleros durante La Tablada.

## Antecedentes
El 25 de junio de 1810 el Cabildo Capitular de Tarija fue el tercero junto con Tucumán en aceptar la Revolución de Mayo en Buenos Aires, el cabildo fue convocado por Mariano Antonio de Echazú Mejía el alcalde y presidente del cabildo. El 18 de agosto Echazú convocó un Cabildo Abierto donde ratificó el apoyo de Tarija a Buenos Aires que se dio el 25 de junio y se designó a José Julián Pérez de Echalar como diputado para representar a Tarija en la Junta Grande reunida en Buenos Aires. Meses después, las tropas del Ejército del Norte provenientes de Buenos Aires ingresaron en el Alto Perú, pero comienzan su retirada tras la derrota en la batalla de Huaqui el 20 de junio de 1811, completándola luego de que el general Eustoquio Díaz Vélez en Nazareno el 12 de enero de 1812. El 8 de octubre de 1811 la republiqueta de Tarija sufre la invasión de las tropas de José Manuel Goyeneche junto con Andrés de Santa Cruz y sus tropas (siendo este una de las primeras invasiones a territorio rioplatense), encarcelaron, ejecutaron y reprimieron a los tarijeños, también fueron sometidos a una serie de castigos provocando hasta el exilio, en esto el regidor Ambrosio Catoira (quien había apoyado el cabildo de Tarija el 25 de junio de 1810) apoyó a la invasión realista, convirtiéndolo en uno de los primeros traidores de Tarija y a la Revolución del Río de la Plata, esto  por las amenazas de Santa Cruz y Goyeneche. En el mes de febrero de 1812 llega el capitán Martín Miguel de Güemes con su armada por órdenes del Gral. Eustoquio Díaz Vélez, Güemes derrota a las tropas realistas y libera a Tarija en febrero de 1812.
Las ciudades del Alto Perú volvieron a caer bajo control español, y entre ellas el territorio rioplatense Tarija ocupada por Pío Tristán en 1812. En 1813 Manuel Belgrano, nuevo jefe del Ejército del Norte, ingresó al Alto Perú por lo que Tarija volvió al control de los revolucionarios hasta que Belgrano es derrotado en la Batalla de Ayohuma el 14 de noviembre de 1813, debiendo evacuar el Alto Perú. El brigadier Joaquín de la Pezuela entró en Tarija en 1814. A principios de 1815 José Rondeau inicia un nuevo avance sobre el Alto Perú pero es derrotado en la batalla de Sipe-Sipe el 29 de noviembre de 1815. El teniente coronel Gregorio Aráoz de Lamadrid realizó un nuevo avance, siendo derrotado el 12 de febrero de 1816 en el río San Juan, abandonado el Ejército del Norte nuevamente el Alto Perú.
Pezuela envió a Olañeta a Tarija con los batallones de partidarios y cazadores y un escuadrón de cazadores a caballo. Tarija fue ocupada el 5 de abril de 1816 después de un combate en el que murió el comandante de la villa, coronel Ramón Rojas. Su sobrino Manuel Rojas asumió el liderazgo de los que lograron salvarse refugiándose en los montes, desde los cuales hostilizaron a los realistas.
Luego de ser liberada, Tarija volvió a caer en noviembre de 1816 en manos del realista La Serna, quien nombró como comandante y subcomandante de Tarija a Mateo Ramírez y a Andrés Santa Cruz.

## La Batalla de Tarija (Batalla de La Tablada)
El 18 de marzo de 1817 partieron de San Miguel de Tucumán los 400 soldados que Belgrano encomendó al mayor Gregorio Aráoz de Lamadrid para avanzar hasta Oruro, pero éste se desvió hacia Tarija. El 14 de abril comenzó la batalla de Tarija, y el 15 de abril se produjo la combate en el Campo de La Tablada, las tropas independentistas al mando de Gregorio Aráoz de Lamadrid, las fuerzas gauchas y locales comandadas por Francisco Pérez de Uriondo y José María Avilés (quienes sitiaron la ciudad impidiendo la salida de las tropas realistas) derrotaron a las fuerzas "realistas" (en las que revistaba Andrés de Santa Cruz), liberándose por tal combate al territorio de Tarija.
Aráoz de Lamadrid permaneció en Tarija hasta el 5 de mayo de 1817, designó gobernador de Tarija a Francisco Pérez de Uriondo y marchó rumbo a Chuquisaca, ciudad que atacó el 21 de mayo, culminando con una derrota. El 12 de junio el ejército es sorprendido en Sopachuy (120 kilómetros al sureste de Chuquisaca) siendo derrotado casi sin combatir. El 11 de julio de 1817, el comandante Mariano Ricafort reocupó Tarija cometiendo una serie de actos de venganza contra la población, mandando incendiar el Cabildo y el Archivo Capitular de Tarija. Pérez de Uriondo se trasladó para resistir en Padcaya.
A fines de octubre de 1818, el coronel Antonio Vigil apresó a Eustaquio Méndez Arenas en San Lorenzo y le hizo cortar la mano derecha como castigo, a partir de entonces recibió el apodo de "Moto". Algunas fuentes[¿quién?] indican (provenientes de García Camba) que a principio de noviembre de 1818, Méndez se presentó ante el comandante español y junto con su partida de montoneros se pasó al bando realista recibiendo el grado de teniente coronel, siendo licenciadas sus tropas.
Los realistas Olañeta y Valdez en 1818 y Canterac en 1819 volvieron a ocupar Tarija. Las acechanzas realistas se mantuvieron hasta la muerte de Pedro Antonio Olañeta el 1 de abril de 1825 en la batalla del Tumusla. Méndez y José María de Aguirre liberaron Tarija tras una pequeña y decisiva estrategia, desarmando al último contingente de españoles en Tarija el 8 de marzo de 1825.